# Vùng quốc hải Hoa Kỳ

Vị trí các vùng quốc hải

Vùng quốc hải (tiếng Anh: insular area) là một lãnh thổ của Hoa Kỳ nhưng  không thuộc bất cứ tiểu bang nào trong 50 tiểu bang Hoa Kỳ và cũng không thuộc Đặc khu Columbia (Thủ đô Washington).
Vùng quốc hải là thuật ngữ được Bộ Ngoại giao Hoa Kỳ dùng để chỉ tất cả các thịnh vượng chung, quốc gia liên kết tự do, vùng sở hữu hay lãnh thổ mà Hoa Kỳ kiểm soát. Trong các văn bản khác, các vùng quốc hải  có thể được diễn tả như là các đất phụ thuộc, đất bảo hộ hoặc vùng phụ thuộc. (Các khu phụ thuộc không nhất thiết là dưới quyền pháp lý chính thức của Hoa Kỳ.)
Vì các vùng quốc hải  là những lãnh thổ chưa được hợp nhất (Ghi chú: "hợp nhất" có nghĩa là vĩnh viễn không thể tách rời khỏi Hoa Kỳ) vào Hoa Kỳ nên theo Hiến pháp Hoa Kỳ, cư dân được sinh ra tại các vùng quốc hải  không phải là công dân Hoa Kỳ. Tuy nhiên, Quốc hội Hoa Kỳ đã mở rộng quyền công dân cho tất cả các vùng quốc hải  có người sinh sống, trừ Samoa thuộc Mỹ.  Các công dân này có thể bầu cử và tranh cử tại bất cứ nơi nào dưới quyền pháp lý chính thức của Hoa Kỳ mà họ là cư dân. Cư dân Samoa thuộc Mỹ là "kiều dân" của Hoa Kỳ, không phải là công dân Hoa Kỳ; họ có quyền di chuyển khắp nơi hay làm việc trên toàn Hoa Kỳ mà không bị hạn chế về vấn đề di cư nhưng không thể bầu cử hay tranh cử bên ngoài Samoa thuộc Mỹ.
Cư dân các vùng quốc hải  không đóng thuế liên bang Hoa Kỳ, không tham dự bầu cử Tổng thống Hoa Kỳ và không bỏ phiếu chọn đại biểu Quốc hội Hoa Kỳ. Hàng hóa sản xuất tại các vùng quốc hải  được dán nhãn hiệu "Sản xuất tại Hoa Kỳ."

## Danh sách và tình trạng pháp lý các vùng quốc hải
Vài đảo ở trong khu vực Thái Bình Dương và Biển Caribbean được xem là những vùng quốc hải  Hoa Kỳ.

### Vùng hợp nhất (bộ phận không tách rời Hoa Kỳ)

#### Có cư dân
- Không vùng nào

#### Không có cư dân
- Đảo san hô Palmyra do Tổ chức Bảo vệ Thiên nhiên làm chủ và được quản lý bởi Phòng Quốc hải vụ Hoa Kỳ

### Vùng chưa hợp nhất (thuộc địa của Hoa Kỳ)

#### Có cư dân
- Samoa thuộc Mỹ (chưa chính thức tổ chức, mặc dù tự trị dưới thẩm quyền của Bộ Nội vụ Hoa Kỳ).
- Guam (có tổ chức theo "Đạo luật Tổ chức" năm 1950).
- Quần đảo Bắc Mariana (lãnh thổ thịnh vượng chung, có tổ chức theo thỏa ước năm 1977).
- Puerto Rico  (lãnh thổ thịnh vượng chung, có tổ chức theo Đạo luật Quan hệ Liên bang và Puerto Rico) Ban đầu được trao cho Hoa Kỳ theo Hiệp ước Paris năm 1898.
- Quần đảo Virgin thuộc Mỹ (có tổ chức theo "Đạo luật Tổ chức" được sửa lại năm 1954).

#### Không có cư dân
- Đảo Baker
- Đảo Howland
- Đảo Jarvis
- Đảo san hô Johnston
- Đá Kingman
- Đảo san hô Midway (được quản lý như Đài Kỷ niệm Quốc gia Đảo san hô Midway)
- Đảo Navassa
- Đảo Wake

Từ 18 tháng 7 năm 1947 đến 1 tháng 10 năm 1994, Hoa Kỳ quản lý các đảo trong nhóm "Lãnh thổ Ủy thác các Hải đảo Thái Bình Dương]] nhưng mới đây nhất đã đặt quan hệ chính trị mới với tất cả bốn đơn vị chính trị (một trong số đó được liệt kê ở trên là Quần đảo Bắc Mariana, ba đơn vị còn lại là các "tiểu quốc có quan hệ tự do" được ghi dưới đây).

### Tiểu quốc có quan hệ tự do
Các tiểu quốc có quan hệ tự do là ba tiểu quốc có chủ quyền do Hoa Kỳ ký Thỏa thuận Quan hệ Tự do. Các đảo này không nằm trong quyền hành pháp lý của Hoa Kỳ bởi vì chúng có chủ quyền; tuy nhiên nhiều quốc gia coi chúng là trong danh sách các lãnh thổ phụ thuộc Hoa Kỳ cho đến khi từng tiểu quốc này được nhận vào Liên Hợp Quốc những năm 1990.
- Quần đảo Marshall
- Liên bang Micronesia
- Palau

### Tranh chấp
- Đảo Navassa (tranh chấp với Haiti).
- Đảo Wake (tranh chấp với quần đảo Marshall).
- Bãi Serranilla (tranh chấp với Colombia).
- Bãi Bajo Nuevo (tranh chấp với Jamaica).

### Các cựu vùng quốc hải
- Philippines được Tây Ban Nha trao cho Hoa Kỳ thông qua Hiệp ước Paris năm 1898 sau Chiến tranh Tây Ban Nha-Hoa Kỳ.
- Cuba được Tây Ban Nha trao cho Hoa Kỳ thông qua Hiệp ước Paris năm 1898 sau Chiến tranh Tây Ban Nha-Hoa Kỳ.